# Илбер Ортайлъ
Илбер Ортайлъ (на турски: İlber Ortaylı) е известен турски историк и писател. Преподава история в Университета „Галатасарай“ и „Билкент“ в Истанбул. Бил е дългогодишен директор на музея „Топкапъ“.

## Биография
Потомък на кримски татари по линия на майка си. Семейството му бяга от преследването и депортациите на татарите, по времето на Йосиф Сталин, като самият Ортайлъ е роден в Австрия в бежански лагер на 21 май 1947 г. Той пристига в Турция когато е само на 2 години. Израснал е в двуезично турско семейство, като наред с турския език „наследява“ немския от баща си и руски от майка си. Като полиглот Илбер Ортайлъ владее още италиански, английски, френски, персийски и латински. Публикуваните му трудове са предимно на турски, немски и френски език, които впоследствие се превеждат на английски.
Ортайлъ започва начално си образование в австрийската гимназия „Св. Джордж“ в Истанбул, a след това се премества в Анкара. Завършва висшето си образование в Анкарския университет Mekteb-i Mülkiye (Факултет по политически науки), след което продължава във Виенския университет. За следдипломна квалификация той заминава за Чикаго и завършва магистърска степен под ръководството на професор Халил Иналджък в Университета в Чикаго. Получава докторска степен в Анкарския университет. В докторската си дисертация разглежда Местната администрация в периода Танзимата в Османската империя. От 1979 г. е доцент, а през 1982 г. се оттегля от позицията си в знак на протест срещу академичната политика на правителството, създадена след турския държавен преврат от 1980 г. След като преподава в няколко университета в Турция, Европа и Русия, през 1989 г. се завръща в университета в Анкара и става преподавател по история и ръководител на отдела за административна история.